# Moly
株式会社Moly（モリー）は、東京都千代田区に本社を置いていたIT各種サービス開発会社である。2013年に株式会社コーデセブンとして設立された。
独立系のベンチャー、未上場区分企業株式会社で、2016年6月に東京都のベンチャー支援プログラム「第2期アクセラレーションプログラム」の対象となる。
2018年に株式会社Molyに社名変更し、2021年に解散した。

## 沿革
- 2013年10月3日 - 株式会社コーデセブンとして設立される[1]。
- 2018年2月9日 - 株式会社Molyに社名変更する[1]。
- 2021年8月6日 - 清算[2]。

## 事業
- BE BARRIER事業
- Pepper事業
- Air Beacon事業
- インターネットにおける各種サービス開発
- ロボット開発／改造
- IoTセミナー
- 出版事業など
- 防犯システムの開発[3]